# Praga 350 OHC
Praga 350 OHC, označovaná také jako Praga BCS 350 je motocykl, vyvinutý konstruktérem Jaroslavem Františkem Kochem, vyráběný v letech 1930–1934. Vyrobena byla v roce 1930 série 500 kusů s výrobními čísly 1311-1810 a v letech 1932-1934 druhá série s výrobními čísly 1811-2300.

## Historie
Motocykl je subtilnější alternativou modelu Praga BD 500 DOHC. Praga s ním však přišla v době hospodářské krize, kdy mu na trhu navíc konkurovaly jednodušší stroje nižších kubatur, které však Praga převyšovala designem s anglickými prvky. Výroba byla ukončena v roce 1935, kdy z firmy odešel i konstruktér Koch.

## Motor, převodovka a brzdy
Čtyřdobý, kolmo uložený vzduchem chlazený jednoválec OHC, ventily ovládané shora pomocí jednovačkové hřídele, se zdvihovým objemem 346 cm³. Ovládání ventilů, vačky i ventily jsou zapouzdřené. Píst motoru je vyroben ze speciální hliníkové slitiny, ojnice je z chromniklové oceli s válečkovým ložiskem. Mazání je cirkulační, olej žene zubové čerpadlo. Motor má jednu olejovou rozvodnou trubku. V bloku s motorem je třírychlostní převodovka, ruční řazení je přímo na skříni. Ze sedlové nádrže je palivo samospádem přepravováno do karburátoru Amal – Binks, ovládaného otočnou rukojetí na řídítkách. Novinkou bylo použití vzduchového filtru na sání. Sekundární převod kardanem s ozubenými koly Gleason přes lamelovou spojku. Bubnové brzdy jsou již v kolech, na rozdíl od podobných konstrukcí konkurenčních firem, které měly brzděný kardan. Zapalování je dynamobateriové značky Bosch. Přední vidlice je lisovaná vahadlová.

## Technické parametry
- Rám: dvojitý lisovaný
- Pohotovostní hmotnost: 140 kg
- Maximální rychlost: 100 km/h
- Spotřeba paliva: